# Westerholz (Wesendorf)
Westerholz is een plaats in de Duitse gemeente Wesendorf, deelstaat Nedersaksen, en telt 496 inwoners (2003).